# Kirkeasyl
Kirkeasyl er en praksis, hvor kirkerummet betragtes som fredhelligt, således at det giver beskyttelse til dem der befinder sig i det, særligt mod pågribelse fra øvrigheden. Kirkeasyl har intet grundlag i dansk ret, men er historisk ofte blevet respekteret. Kirkeasyl var desuden navnet på en dansk organisation, der støttede en gruppe irakiske flygtninge, der i 2009 søgte kirkeasyl i Brorsons Kirke på Nørrebro i København.

## Kirkeasyl
Ifølge ekspert i kirkeret Jørgen Stenbæk er kirkeasyl et virkeligt historisk begreb, han siger: "At søge tilflugt i kirker er et levn tilbage fra middelalderen. Her opstod den tanke, at kirkerummet var fredhelligt. Hvis man søgte beskyttelse, kunne man søge kirken, for der måtte man ikke dræbes eller angribes. I dag har mange stadig den opfattelse, at hvis man søger fred, er kirkerummet helligt".

### Danmark
Den danske kong Knud den Hellige, søgte i 1086 kirkeasyl i den fynske Skt. Albani Kirke, men blev dog dræbt af oprørere inde i kirken.
Efter reformationen blev den verdslige myndighed lovgiver på det kirkelige område. I Danmark fik kirken sin første retsordning med kirkeordinansen fra 1537. Kirkeasyl blev dog aldrig indført i hverken dansk eller norsk lovgivning.
Fredag 15. maj 2009 søgte omkring 60 afviste irakiske asylansøgere, som havde fået besked på at forlade landet, tilflugt i Vor Frue Kirke, men flyttede 18. maj til Brorsons Kirke på Nørrebro på grund af pladsmangel. En del af dem opholdt sig der til natten den 13. august, hvor politiet i en aktion trængte ind i kirken og fjernede de tilbageværende 19 mandlige irakere, og satte kvinder og børn ud af kirken. De 19 irakiske mænd blev anholdt og ført til Ellebæk fængslet i Sandholmlejren. Herfra var de blandt de 22 afviste asylansøgere, der den 2. september 2009 blev sendt med fly til Bagdad fra Odense Lufthavn.
I medierne blev sagen behandlet ud fra en politisk synsvinkel, hvor partierne fra Socialdemokraterne til Dansk Folkeparti støttede rydningen af Brorsons Kirke, hvorimod Enhedslisten og venstrefløjen kritiserede eller fordømte rydningen.

### Norge
I moderne tid har kirkeasyl i Norge været brugt af flygtninge og asylansøgere. Der er ingen etableret ordning eller praksis, og der findes egentlig ingen sanktionsmuligheder, hvis myndighederne skulle bestemme sig for at bryde kirkeasylet og hente dem, der har taget ophold i kirken ud. Justitsdepartementet har imidlertid valgt af afstå fra at hente nogen i kirkeasyl ud (instruks til politimestrene i Norge 1993).
En kurdisk kvinde sad i over 7 år i kirkeasyl i Mysen før hun fik ophold i Norge i december 2007.